# Ганцлин
Ганцлин (нем. Ganzlin) — община в Германии, в земле Мекленбург-Передняя Померания, входит в район Людвигслуст-Пархим, и подчиняется управлению Плау-ам-Зе.
Население составляет 1453 человека (на 31 декабря 2013 года). Занимает площадь 87,97 км².

## История
Первое упоминание о поселении Ганцлин относится к 1346 году.
25 мая 2014 года, после проведённых реформ, в состав коммуны Ганцлин были включены территории и населённые пункты коммун Бухберг и Вендиш-Приборн.

## Состав коммуны
В состав коммуны входят 12 населённых пунктов:
- Ганцлин (нем. Ganzlin) — посёлок, административный центр.
- Дрезенов (нем. Dresenow) — деревня.
- Дрезеновер-Мюле (нем. Dresenower Mühle) — туристическая база.
- Твитфорт (нем. Twietfort) — деревня.

Вошедшие с 25 мая 2014 года:
- Вангелин (нем. Wangelin) — деревня.
- Вендиш-Приборн (нем. Wendisch Priborn) — деревня.
- Гневсдорф (нем. Gnevsdorf) — деревня.
- Кляйн-Даммеров (нем. Klein Dammerow) — деревня.
- Рецов (нем. Retzow) — деревня.
- Тёнхов (нем. Tönchow) — ферма.
- Хоф-Рецов (нем. Hof Retzow) — фермы.

## Галерея

Ганцлин на карте района
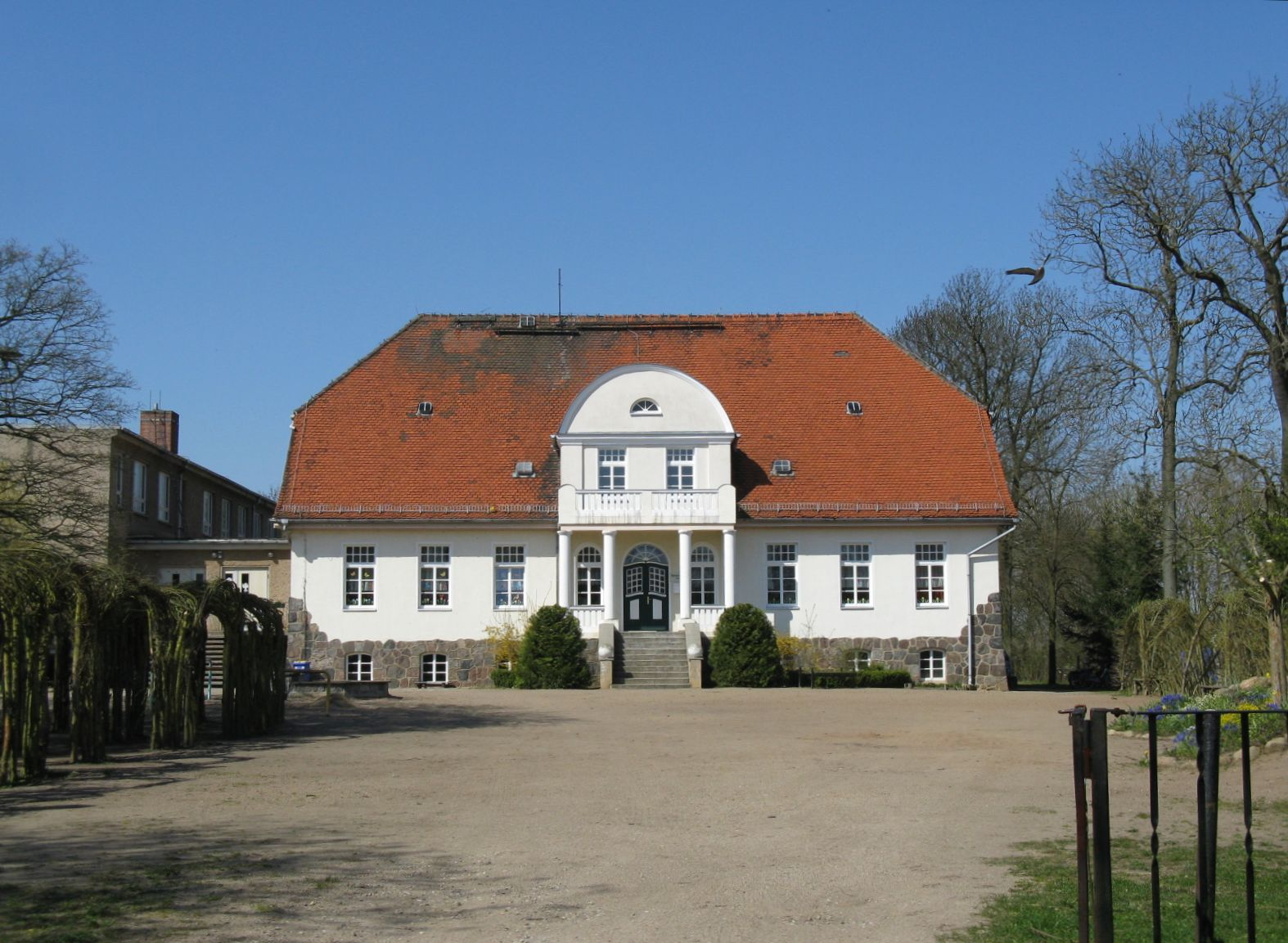
Здание администрации
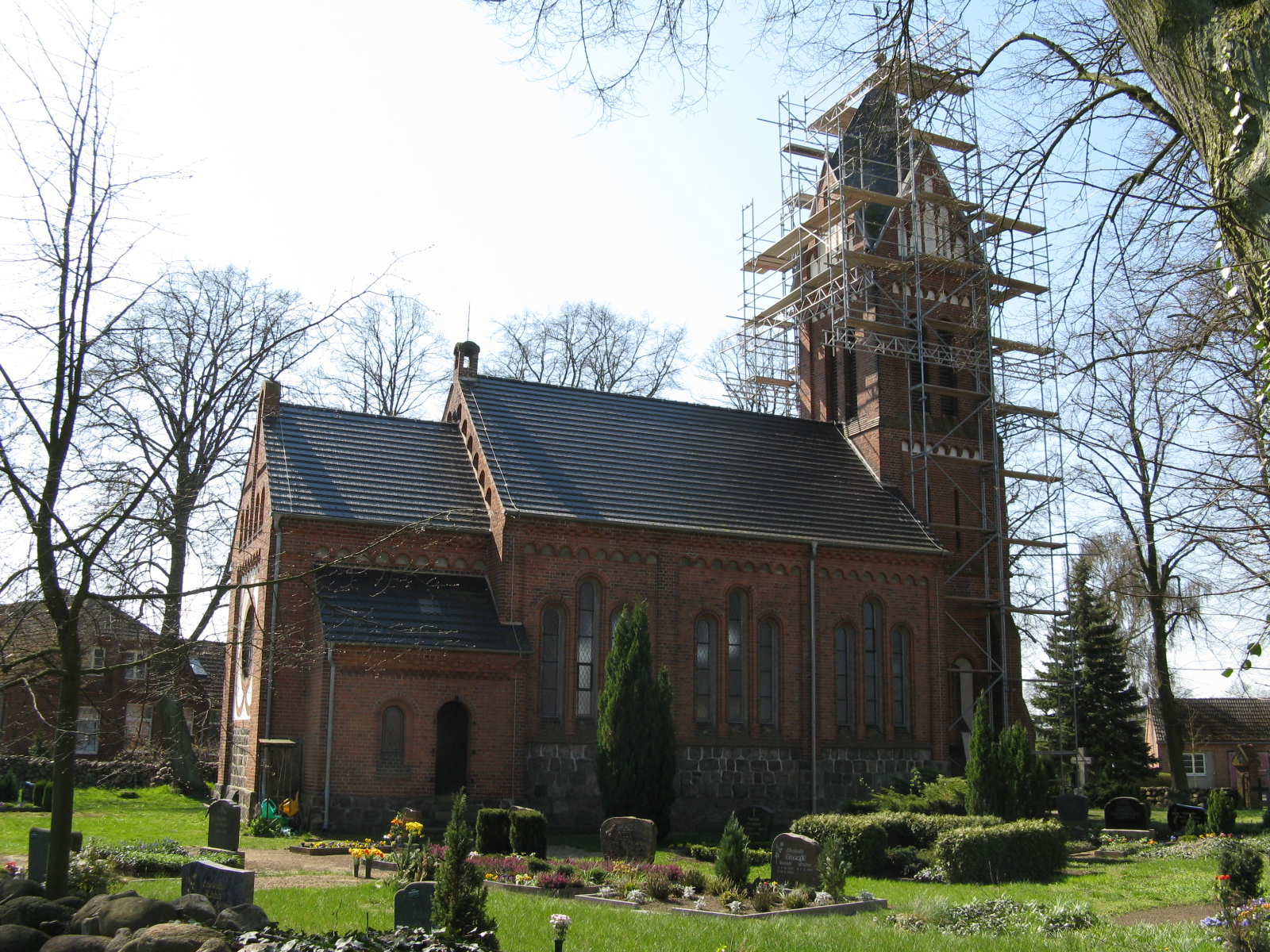
Церковь в Ганцлине
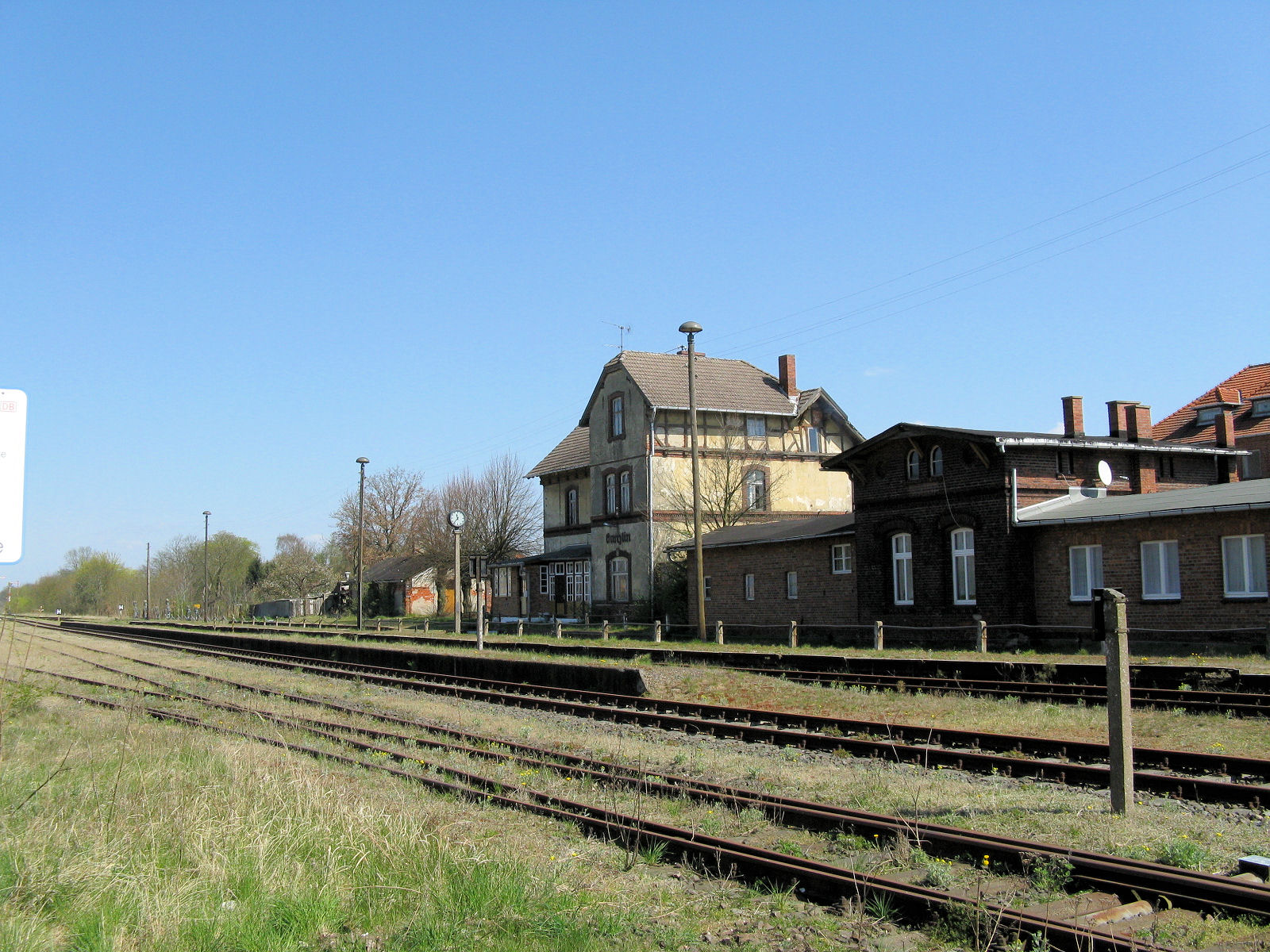
Ж/д вокзал в Ганцлине